# جو جيمس
جو جيمس (بالإنجليزية: Joe James)‏ (12 مارس 1961 إنجلترا المملكة المتحدة - ) هو لاعب كرة قدم أمريكي يلعب كمدافع.